# Joël Thiébault
Pour les articles homonymes, voir Thiébault.
Joël Thiébault, né le 18 août 1953, est un maraîcher français.

## Biographie
Joël Thiébault est le descendant d’une famille d’agriculteurs d’arboriculteurs et viticulteurs, enracinée depuis le Moyen Âge à Carrières-sur-Seine (Yvelines). Ils sont allés vendre leur production sur les marchés parisiens dès 1873. Il fait ses études secondaires au lycée Alain du Vésinet. En 1972 il abandonne des études scientifiques pour perpétuer la tradition familiale et crée sa propre exploitation en 1976. En 1982, regroupant l'exploitation de ses parents et la sienne, ils créent ensemble le GAEC THIEBAULT.
Joël Thiébault cultive près de 1 500 variétés de légumes et herbes aromatiques sur vingt hectares. Présent sur les marchés Gros et Président Wilson à Paris, il vend sa production aux meilleurs cuisiniers de Paris, dont les chefs Jean-Pierre Vigato, Pascal Barbot, Jean-François Piège, Hélène Darroze, Pierre Gagnaire, Éric Frechon, Éric Briffard, Alain Pégouret, David Toutain, Julien Dumas, Jérôme Gagnieux.
Il prend sa retraite fin 2016.
Trois mois plus tard il devient Président de la SASU JOEL THIEBAULT, une société de conseil pour aider à la formation des personnels de ses clients, pour élaborer  des plannings de cultures maraichères destinées à la restauration gastronomique voire à un public de particuliers recherchant des productions de grande qualité.
Depuis 2016 il collabore bénévolement au développement du Collège Culinaire de France pour le maintien d'un Artisanat Militant de la Qualité.

## Publications
- Lyndsay Mikanowski, Patrick Mikanowski et Joël Thiébault, Légumes de Joël, Paris, Flammarion, 2005, 176 p. (ISBN 978-2-08-201466-3)
- Laurence Salomon (préf. Joël Thiébault, photogr. Myriam Gauthier-Moreau), Racines : du raifort au navet du Pardailhan, Sète, Éditions la Plage, 2009, 119 p. (ISBN 978-2-84221-207-0)